# Carl Boese
Carl Boese, nascut el 26 d'agost de 1887 a Berlín (Alemanya), on va morir el 6 de juliol de 1958, va ser un realitzador, guionista i productor alemany.

## Biografia
Després dels estudis de filosofia i d'història de l'art, és en principi periodista, a continuació autor i escenògraf al teatre de Leipzig. Torna de la Primera Guerra mundial amb un braç paralitzat i esdevé successivament crític de cinema, guionista i productor de pel·lícules comercials.
El 1920, realitza amb Paul Wegener el fim El Golem, l'única obra realment significativa. És també una de les principals obres del cinema expressionista alemany. Trenca a continuació amb Wegener i torna, com a codirector i productor, al gènere de la comèdia lleugera. Durant els anys 1920, signa tanmateix una de les pel·lícules del Kammerspiel, Die Letzte Droschke von Berlín (1926), i una pel·lícula rellevant del «cinema de carrer» (Strassenfilm), Kinder der Strasse (1929).
A l'accés del nazisme, en dotze anys va produir a la cadena 45 longmetratges. Tots eren films lleugers pertanyent gènere del «revuefilm», molt popular durant els nazisme. Era una versió barata del musical, però sense la subtilitat de les obres anglosaxones. Històries d'estrelles, amb cançons enganxades, sense realment integrar-se en la història. Servien per a distreure el pùblic, del qual la vida diària no era gaire alegre. Era mera producció de quantitat sense gaire qualitat. Fins i tot als ulls dels censors nazis del cinema, que no van valorar cap de les més de quatre dotzenes de pel·lícules que va fer entre 1933 i 1945.
Veient de bon ull l'arribada al poder de Hitler el 1933, treballa sota el Tercer Reich per una indústria cinematogràfica controlada pels nazis tot restant fidel al gènere lleuger que li agrada. Continuarà el seu treball després de la Guerra en la mateixa línia.
Boese es va casar tres vegades, amb les actrius Grete Hollmann (1920), Margot Hollaender (1932) i Elena Luber (1938).

## Filmografia
Director
- 1917: Farmer Borchardt
- 1917: Der Verräter
- 1918: Der Fluch des Nuri
- 1918: Die Wette um eine Seele
- 1918: Der Fliegentüten-Othello
- 1918: Donna Lucia
- 1918: Liebe und Leben - 3. Teil: Zwei Welten
- 1919: Nocturno der Liebe
- 1919: Im letzten Augenblick
- 1919: Dolores
- 1919: Die Geisha und der Samurai
- 1919: Die Gestohlene Seele
- 1919: Verschleppt
- 1919: Gepeitscht
- 1919: Die Sumpfhanne
- 1919: Der Teufel und die Madonna
- 1919: Fluch der Vergangenheit
- 1919: Der Tintenfischclub
- 1920: Schiffe und Menschen
- 1920: Die Präriediva
- 1920: Das Lied der Puszta
- 1920: Erpreßt
- 1920: Die Tänzerin Barberina
- 1920: Um Diamanten und Frauen
- 1920: Drei Nächte
- 1920: Der Golem, wie er in die Welt kam  amb Paul Wegener
- 1921: Das Floss der Toten
- 1921: Der Schrecken der roten Mühle
- 1921: Der Gang durch die Hölle
- 1923: Maciste und die chinesische Truhe
- 1924: Sklaven der Liebe
- 1924: Die Frau im Feuer
- 1925: Krieg im Frieden
- 1925: Heiratsschwindler
- 1925: Die Drei Portiermädel
- 1925: ...und es lockt ein Ruf aus sündiger Welt
- 1925: Wenn Du eine Tante hast
- 1925: Die Eiserne Braut
- 1926: Es blasen die Trompeten
- 1926: Grüß mir das blonde Kind am Rhein
- 1926: Der Mann ohne Schlaf
- 1926: Die Letzte Droschke von Berlin
- 1926: Nanette macht alles
- 1926: Kubinke, der Barbier, und die drei Dienstmädchen
- 1926: Der Seekadett
- 1926: Ledige Töchter
- 1927: Das Edle Blut
- 1927: Die Weiße Spinne
- 1927: Die Indiskrete Frau
- 1927: Schwere Jungs - leichte Mädchen
- 1928: Der Piccolo vom Goldenen Löwen
- 1928: Wenn die Mutter und die Tochter...
- 1928: Eva in Seide
- 1928: Ossi hat die Hosen an
- 1928: Lemkes sel. Witwe
- 1929: Kinder der Straße
- 1929: Geschminkte Jugend
- 1929: Bobby, der Benzinjunge
- 1930: Alimente
- 1930: O Mädchen, mein Mädchen, wie lieb' ich Dich!
- 1930: Ehestreik
- 1930: Der Detektiv des Kaisers
- 1930: Komm' zu mir zum Rendezvous
- 1930: Bockbierfest
- 1930: Drei Tage Mittelarrest
- 1931: Vater geht auf Reisen
- 1931: Keine Feier ohne Meyer
- 1931: Grock
- 1931: Kasernenzauber
- 1931: Der Schrecken der Garnison
- 1931: Meine Cousine aus Warschau
- 1931: Die Schwebende Jungfrau
- 1931: Der Ungetreue Eckehart
- 1931: Dienst ist Dienst
- 1932: Der Schönste Mann im Staate
- 1932: Drei von der Kavallerie
- 1932: Man braucht kein Geld
- 1932: Vous serez ma femme
- 1932: Lumpenkavaliere
- 1932: Der Frechdachs
- 1932: Theodor Körner
- 1932: Annemarie, die Braut der Kompanie
- 1932: Madame hat Besuch
- 1932: Paprika
- 1933: Der Große Trick
- 1933: Das Blumenmädchen vom Grand-Hotel
- 1933: Eine Frau wie Du
- 1933: Die Unschuld vom Lande
- 1933: Die Herren vom Maxim
- 1933: Die Kalte Mamsell
- 1933: Heimkehr ins Glück
- 1933: Roman einer Nacht
- 1933: Gruß und Kuß - Veronika
- 1933: Drei blaue Jungs, ein blondes Mädel
- 1933: Das Lied vom Glück
- 1933: Gretel zieht das große Los
- 1934: Schützenkönig wird der Felix
- 1934: Der Schrecken vom Heidekrug
- 1934: La Provincialina
- 1934: Meine Frau, die Schützenkönigin
- 1934: Lisetta
- 1934: ...heute abend bei mir
- 1934: Herz ist Trumpf
- 1934: Fräulein Frau
- 1934: Liebe dumme Mama
- 1935: Wenn ein Mädel Hochzeit macht
- 1935: Eine Nacht an der Donau
- 1935: Der Gefangene des Königs
- 1935: Ein Ganzer Kerl
- 1935: Die Fahrt in die Jugend
- 1935: Ein Falscher Fuffziger
- 1936: Der Verkannte Lebemann
- 1936: Eine Nacht mit Hindernissen
- 1936: Männer vor der Ehe
- 1936: Engel mit kleinen Fehlern
- 1936: Dahinten in der Heide
- 1937: Wie der Hase läuft
- 1937: Dyplomatyczna
- 1937: Abenteuer in Warschau
- 1937: Dyplomatyczna zona
- 1937: Mädchen für alles
- 1938: War es der im 3. Stock?
- 1938: Heiraten - aber wen?
- 1938: Schüsse in Kabine 7
- 1938: 5 Millionen suchen einen Erben
- 1938: Steputat & Co.
- 1938: Schwarzfahrt ins Glück
- 1939: Hallo Janine!
- 1939: Drei Väter um Anna
- 1939: Meine Tante - deine Tante
- 1940: Polterabend
- 1941: Hochzeitsnacht
- 1941: Familienanschluß
- 1941: Alles für Gloria
- 1941: La Famiglia Brambilla in vacanza
- 1943: Leichtes Blut
- 1943: Lascia cantare il cuore
- 1943: ...und die Musik spielt dazu
- 1944: Um neun kommt Harald
- 1944: Das Hochzeitshotel
- 1948: Beate
- 1949: Der Posaunist
- 1950: Taxi-Gattin
- 1950: Wenn Männer schwindeln
- 1951: Unschuld in tausend Nöten
- 1952: Der Keusche Lebemann
- 1953: Das Nachtgespenst
- 1953: Frauen, Filme, Fernsehfunk
- 1953: Der Onkel aus Amerika
- 1953: Der Keusche Josef
- 1955: Die Spanische Fliege
- 1956: Meine Tante, deine Tante
- 1957: Vater macht Karriere

Guionista
- 1917: Der Verräter
- 1920: Um Diamanten und Frauen
- 1921: Der Gang durch die Hölle
- 1924: Sklaven der Liebe
- 1927: Die Sporck'schen Jäger
- 1928: Eva in Seide
- 1928: Lemkes sel. Witwe
- 1930: Komm' zu mir zum Rendezvous
- 1930: L'Amour chante
- 1933: Gretel zieht das große Los
- 1941: Alles für Gloria
- 1943: ...und die Musik spielt dazu
- 1948: Beate
- 1949: Der Posaunist
- 1950: Taxi-Gattin
- 1951: Unschuld in tausend Nöten

Productor
- 1927: Die Sporck'schen Jäger
- 1927: Die Heilige Lüge
- 1927: Die Elf Teufel
- 1927: Schwere Jungs - leichte Mädchen
- 1928: Der Piccolo vom Goldenen Löwen
- 1928: Wenn die Mutter und die Tochter...
- 1928: Eva in Seide
- 1928: Ossi hat die Hosen an
- 1928: Lemkes sel. Witwe
- 1929: Geschminkte Jugend
- 1929: Bobby, der Benzinjunge
- 1933: Drei blaue Jungs, ein blondes Mädel